# Omphalotus olearius
La seta de olivo (Omphalotus olearius) es un hongo basidiomiceto venenoso del orden Agaricales, que habita a los pies de los olivos o en las cepas de otros árboles como los robles o los castaños entre las estaciones de verano y otoño. Viven en zonas de clima mediterráneo y puede provocar graves intoxicaciones. Las laminillas pueden contener luciferina y la enzima luciferasa, produciendo una tenue luminosidad verdosa en la oscuridad.
El hongo posee un basidiocarpo completamente de color amarillo-anaranjado con láminas decurrentes. Su sombrero varía entre los 5 y los 10 cm de diámetro, y es convexo y de aspecto satinado. Si se somete un trozo de sombrero a la acción del amoníaco, este tornará de color verde. Sus láminas son largas y decurrentes, muy apretadas entre sí. El pie varía entre los 5 y los 15 centímetros de altura por los 1-1,5 cm de diámetro, generalmente se presenta curvado volviéndose de color anaranjado hacia el ápice y fibroso en su extremo. Su carne es amarilla anaranjada con un ligero olor fúngico.
Se parece al rebozuelo (Cantharellus cibarius), comestible, con el que no debe confundirse.

## Galería

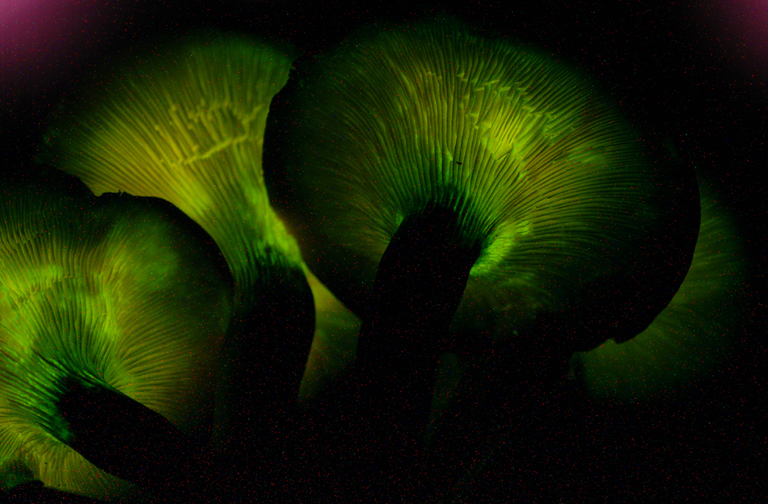
Laminillas biolumiscentes
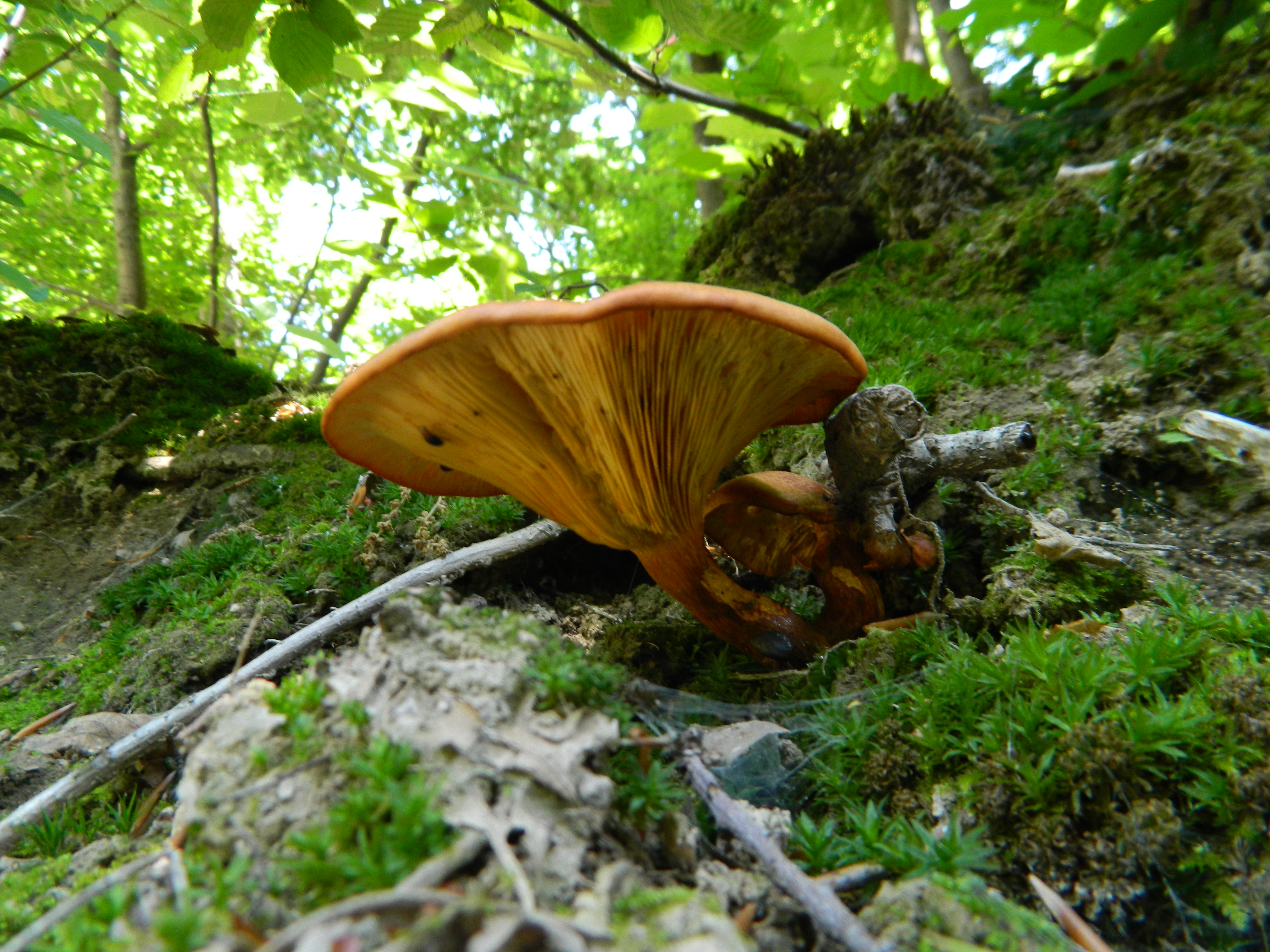
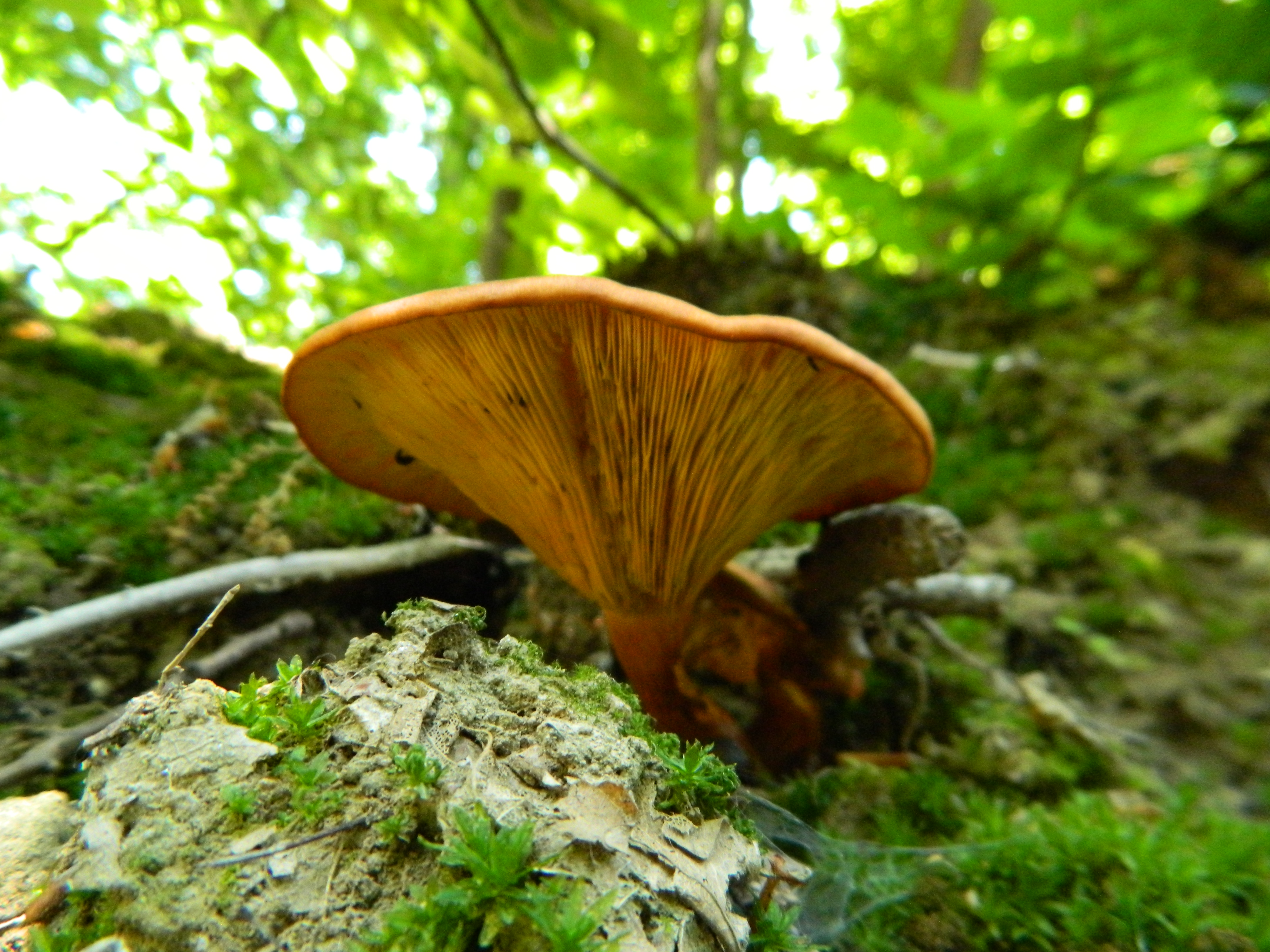
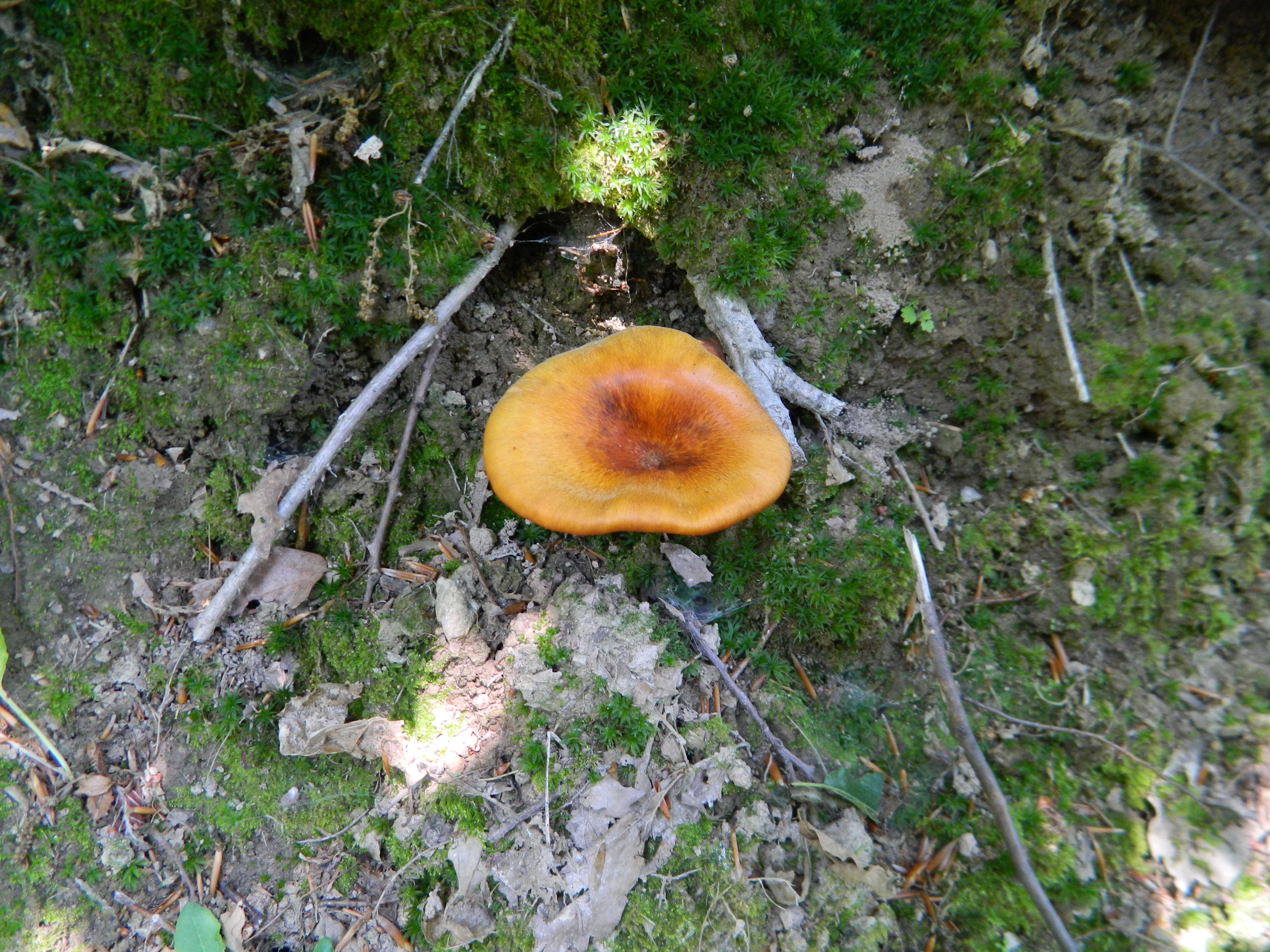
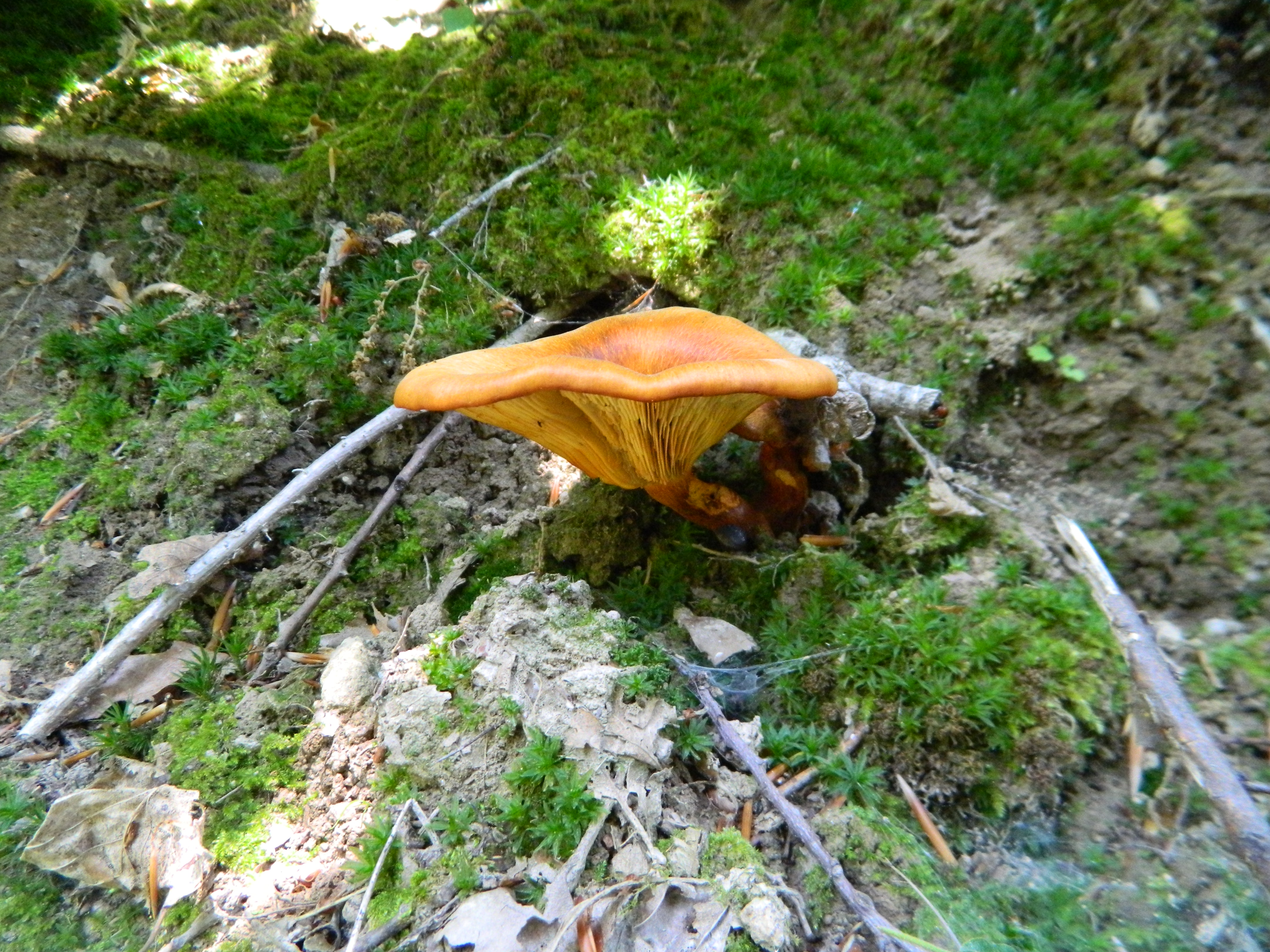
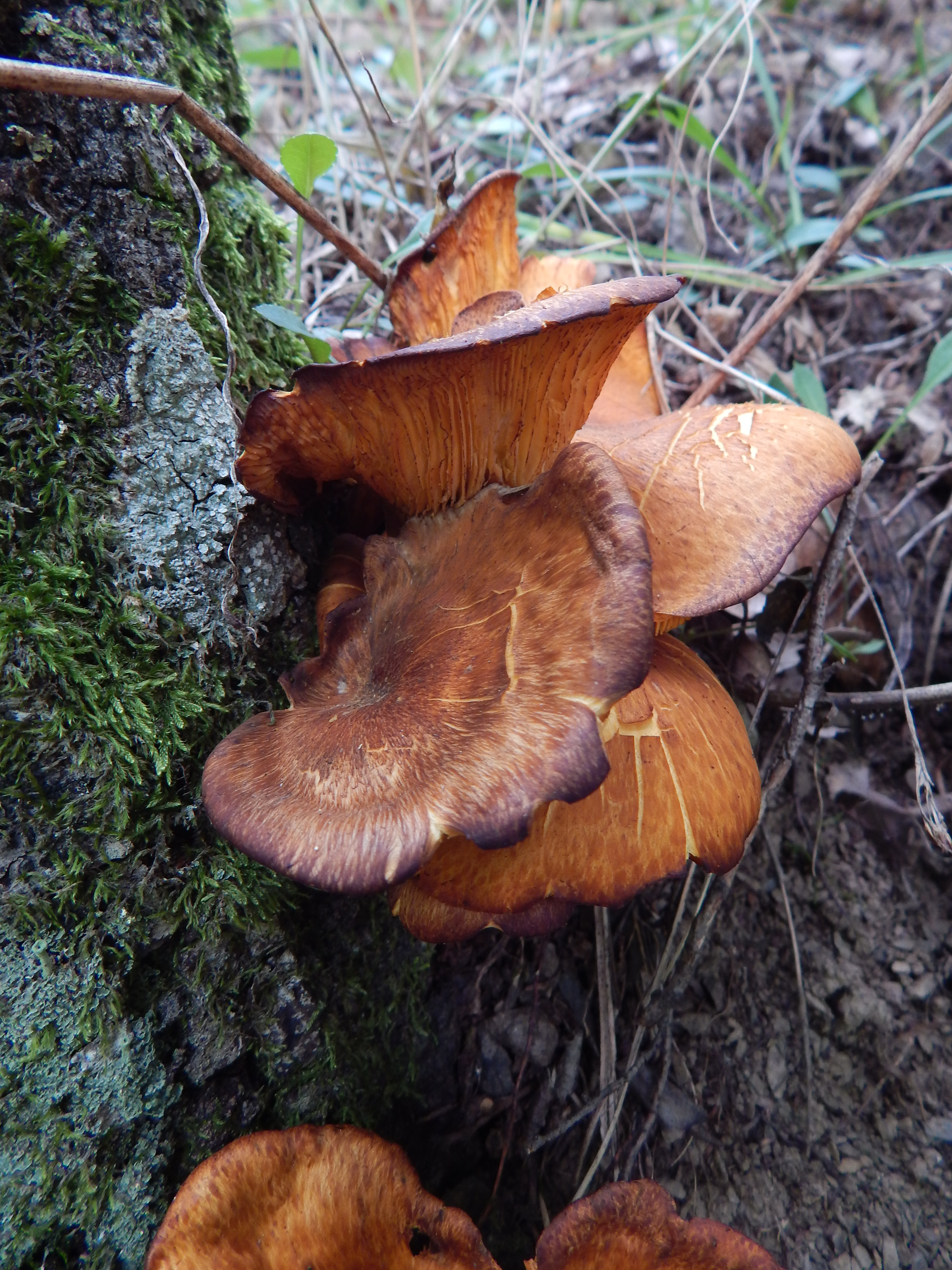